# Episodi di Street Legal (serie televisiva 1987) (seconda stagione)
La seconda stagione della serie televisiva Street Legal è stata trasmessa in anteprima in Canada dalla CBC Television tra il 27 settembre 1987 e il 20 dicembre 1987.
| nº | Titolo originale           | Titolo italiano | Prima TV Canada   | Prima TV Italia |
| -- | -------------------------- | --------------- | ----------------- | --------------- |
| 1  | Baby Talk                  |                 | 27 settembre 1987 |                 |
| 2  | Star Struck                |                 | 4 ottobre 1987    |                 |
| 3  | Desperate Alibi            |                 | 11 ottobre 1987   |                 |
| 4  | Assault                    |                 | 18 ottobre 1987   |                 |
| 5  | Mr. Nice Guy               |                 | 25 ottobre 1987   |                 |
| 6  | Just One Kiss              |                 | 1º novembre 1987  |                 |
| 7  | Judgement Call             |                 | 8 novembre 1987   |                 |
| 8  | Fever of the Blood         |                 | 15 novembre 1987  |                 |
| 9  | Lost and Lonely Hearts     |                 | 22 novembre 1987  |                 |
| 10 | Take My Jokes, Please      |                 | 29 novembre 1987  |                 |
| 11 | Gold Rush                  |                 | 6 dicembre 1987   |                 |
| 12 | Romeo and Carol            |                 | 13 dicembre 1987  |                 |
| 13 | I'll Be Home for Christmas |                 | 20 dicembre 1987  |                 |